# Samburu
Samburu – nilotycki lud afrykański w północno-środkowej Kenii, posługujący się językiem samburu. Samburu są koczowniczymi pasterzami, którzy hodują głównie stada bydła, ale także owce, kozy i wielbłądy. Populację Samburu szacuje się na 265 tys. osób.